# Aliabad-e Ghadiri
Aliabad-e Ghadiri (perski: علي ابادقديري) – miejscowość w południowym Iranie, w ostanie Kerman. W 2006 roku miejscowość liczyła 1635 mieszkańców w 361 rodzinach.